# Łukasz Kwiatkowski
Łukasz Kwiatkowski (* 29. Mai 1982 in Grudziądz; † 25. November 2018 in Kattowitz) war ein polnischer Bahnradsportler.

## Sportliche Laufbahn
Łukasz Kwiatkowski war einer der stärksten polnischen Bahnradsportler in den Kurzzeitdisziplinen. 2000 wurde er Vize-Junioren-Weltmeister im Sprint,  2002 Nachwuchs-Europameister im Sprint und 2005 im Teamsprint, mit Kamil Kuczyński und Damian Zieliński. Viele Male stand er bei Europameisterschaften des Nachwuchses und der Elite auf dem Podium und wurde mehrfach polnischer Meister im Sprint, Teamsprint und Keirin. Insgesamt gewann er 55 Medaillen bei polnischen Meisterschaften.
2001 belegte Kwiatkowski mit Zielinski und Grzegorz Krejner und bei den UCI-Bahn-Weltmeisterschaften 2006 mit  Tomasz Schmidt  und Zieliński jeweils Platz sechs, bei den UCI-Bahn-Weltmeisterschaften 2009 in Pruszków wurde Kwiatkowski mit Kuczynski und Maciej Bielecki Fünfter im Teamsprint.
Zweimal startete Kwiatkowski bei Olympischen Spielen: 2004 in Athen wurde er Siebter im Keirin, 2008 13. im Teamsprint und 17. im Sprint. 2010 beendete er seine Radsportlaufbahn.
2018 starb Łukasz Kwiatkowski im Alter von 36 Jahren an Leukämie.

## Erfolge
2000
- Junioren-Weltmeisterschaft – Sprint

2001
- Junioren-Europameisterschaft – Sprint, Teamsprint (mit Grzegorz Krejner und Marcin Mientki)

2002
- Europameisterschaft – Teamsprint (mit Grzegorz Krejner und Damian Zielinski)
- U23-Europameisterschaft – Keirin

2003
- U23-Europameisterschaft – Sprint

2004
- Europameisterschaft – Teamsprint (mit Grzegorz Krejner und Damian Zielinski)
- U23-Europameisterschaft – Sprint

2005
- Europameister – Teamsprint (mit Damian Zielinski und Kamil Kuczyński)

2008
- Polnischer Meister – Sprint

2009
- Polnischer Meister – Sprint